# St. Judae (Hobeck)

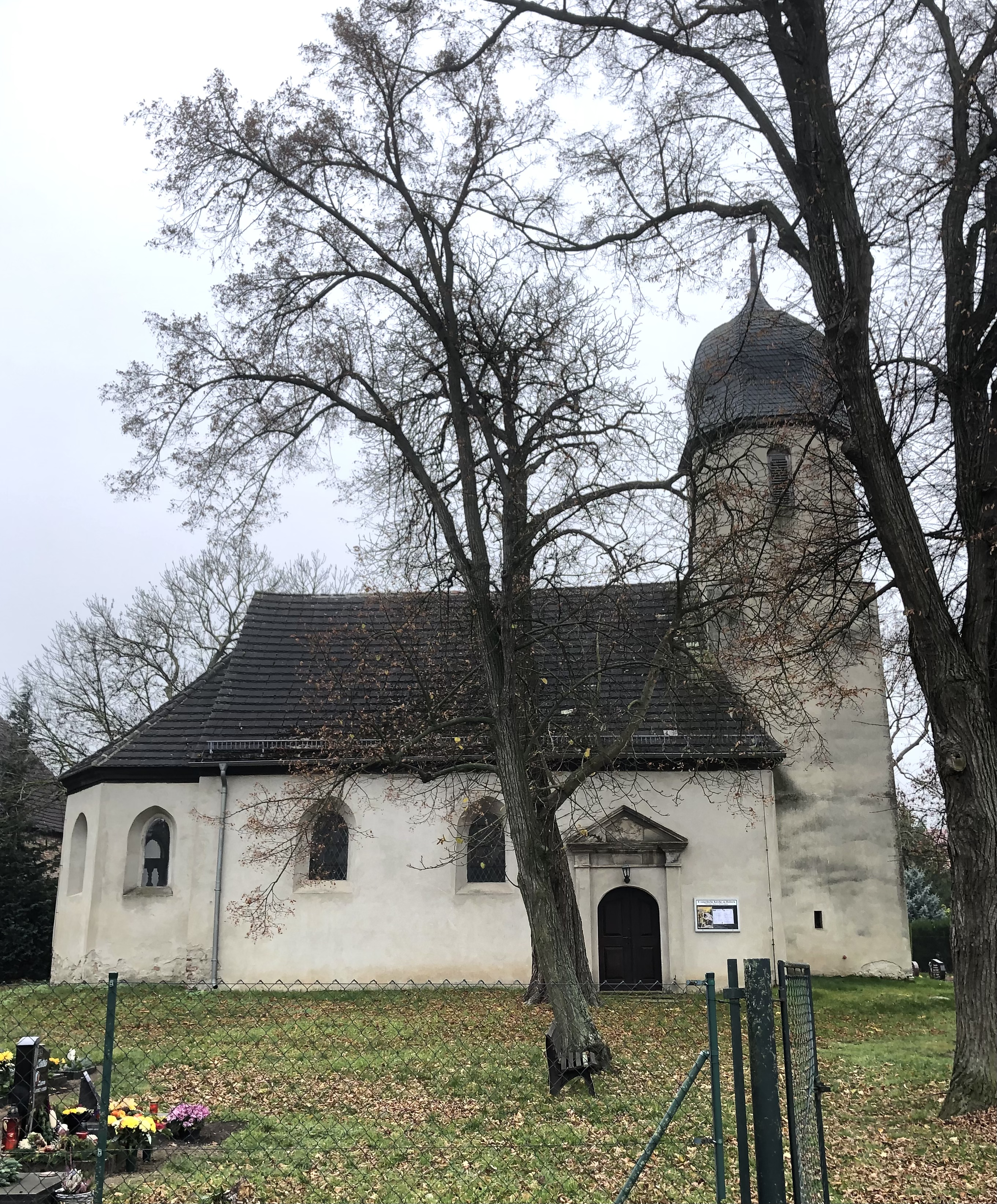
Sankt-Judae-Kirche, 2021

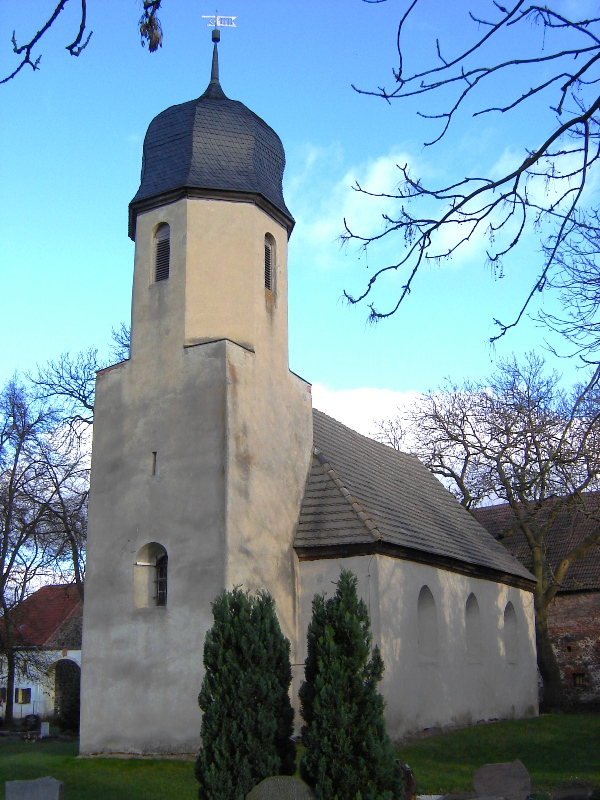
2007

Die Sankt-Judae-Kirche ist die denkmalgeschützte evangelische Kirche des zur Gemeinde Möckern gehörenden Dorfes Hobeck in Sachsen-Anhalt. Sie gehört zur Kirchengemeinde Möckern im Pfarrbereich Möckern des Kirchenkreises Elbe-Fläming der Evangelischen Kirche in Mitteldeutschland.

## Lage
Die Kirche befindet sich im Ortszentrum von Hobeck auf der Südseite der Karl-Marx-Straße an der Adresse Karl-Marx-Straße 24. Östlich liegt das gleichfalls denkmalgeschützte Rittergut Hobeck.

## Architektur und Geschichte
Der auf rechteckigem Grundriss errichtete verputzte Bau entstand in den Jahren 1687 bis 1691, wobei Reste eines mittelalterlichen Vorgängerbaus einbezogen wurden. Der Kirchturm befindet sich an der Westseite. In seinem unteren Teil ist er quadratisch, im oberen oktogonal, bekrönt wird er von einer barocken Haube. Auf der Ostseite des Schiffs befindet sich ein eingezogener polygonaler Chor. Die Fenster der Kirche sind als Spitzbögen ausgeführt. Auf der nördlichen Langseite besteht ein von schlichten Pilastern gerahmtes Portal. Im darüber befindlichen Dreiecksgiebel befindet sich die auf die Bauherren verweisende Inschrift Christoph Friederich von Münchhausen und Dorothea von Grapendorf, 1687. Oberhalb der Inschrift ist ein Wappenrelief angeordnet.
Das Kircheninnere wird von einer hölzernen Tonnendecke überspannt. Bemerkenswert ist ein üppig verzierter mit seitlichen Durchgängen versehener Kanzelaltar vom Ende des 17. Jahrhunderts. Seine Türfüllungen sind mit durchbrochenem Rankenwerk versehen. Am Altar befindet sich in der Predella ein das Abendmahl Jesu darstellendes Gemälde. Oberhalb des Gemäldes ist der Kanzelkorb angeordnet. An ihm befinden sich Christus und die Evangelisten darstellende, geschnitzte Figuren. Unterhalb des Korbs finden sich Engelsköpfchen. An den Seiten sind Darstellungen von Mose und Johannes dem Evangelisten sowie ein von Rosen- und Weinranken geziertes Paar Säulen. Bekrönt wird der Altar von einem ursprünglich wohl mit Figuren versehenes, üppig verkröpftes Gesims. 
Sowohl die an der Westseite befindliche Empore als auch das schlichte Kirchengestühl stammen aus der Bauzeit. Unterhalb der Empore hängt ein achteckiges das Weltgericht darstellende Gemälde, welches vermutlich ursprünglich zu einem Epitaph aus der Zeit um 1700 gehörte. In der Kirche befindet sich das Epitaph des 1577 im Alter von vier Jahren verstorbenen Hans Christian von Wulffen. Es zeigt das Relief des Kindes mit Kruzifix und ist von Ornamentik im Stil der Renaissance umrahmt.
Im örtlichen Denkmalverzeichnis ist die Kirche unter der Erfassungsnummer 094 41464 als Baudenkmal verzeichnet.